# Муйжель, Виктор Васильевич

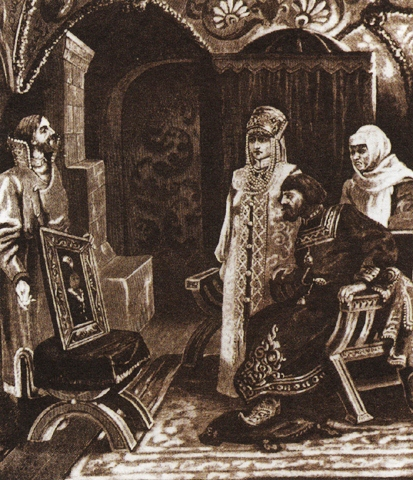
«Посол Иван Фрязин вручает Ивану III портрет его невесты Софьи Палеолог»

Виктор Васильевич Муйжель (псевд. Пскович Темнобородый; 18 [30] июля 1880, дер. Уза, Псковская губерния — 3 февраля 1924 года, Ленинград) — русский писатель и художник.

## Детство
Виктор Васильевич Муйжель родился 30 июля 1880 года в деревне Уза (Псковская губерния) в литовской семье. Отец писателя — крестьянин, по одним данным — белорус, по другим — латыш, служил старшим работником в имении И.В. Петрусевича, амнистированного к тому времени участника польского восстания. Дочь последнего — Елена Ивановна Петрусевич — была матерью писателя. В семье Виктор был вторым ребёнком. Его старший брат Эдуард стал впоследствии художником, а младший Евгений умер в возрасте трёх лет.
Кочевая жизнь отца, переезжавшего из имения в имение, а затем заведовавшего в различных местностях винными складами, дала ребёнку
массу самых разнообразных впечатлений. Из них наиболее сильными
были трёхлетнее пребывание в Туркестане и переезды по морю, очень остро повлиявшие на воображение будущего писателя. Эта же кочевая
жизнь была причиной частых переводов Виктора из одного учебного
заведения в другие, из которых ни одного ему не удалось окончить.
Виктор Муйжель непродолжительное время сначала учился в Псковской гимназии, затем в 8-й Санкт-Петербургской гимназии и Великолукском реальном училище. Окончил Санкт-Петербургское центральное училище технического рисования и стал работать в типографиях и издательствах.

## Юность
В 17 лет Виктор Муйжель ушёл из дома и в поисках себя поменял множество мест работы - служил сначала в акцизном управлении, а затем у земского начальника писцом, лесным приказчиком на рубке и сплаве леса, канцеляристом в Министерстве финансов С.Ю. Витте, в страховом отделе земской управы, земским статистиком в Псковском Бюро. В 1900 г. будущий писатель оставляет службу и поступает вольнослушателем в Центральное училище технического рисования барона Штиглица. О несомненном таланте Муйжеля — художника свидетельствуют не только его учебные работы, но и литографии, которые он во множестве изготавливал для издательства П.П. Сойкина, одного из крупнейших в Петербурге. Этими литографиями он зарабатывал себе на жизнь. Виктор Муйжель оформлял научно-просветительские журналы  «Мир приключений», «Природа и люди», «Родина». В этом же году он за критику царского правительства был признан властями "неблагонадежным элементом" и выслан в Псков. Благодаря поддержке друзей он устроился там на работу в земском Статистическом бюро. По долгу службы Муйжель много ездил по губернии, останавливался в деревнях. Наблюдения жизни и быта крестьян легли затем в основу его очерков «Поганкины палаты во Пскове» и «Последний вечник». В этот период творчества писатель публиковался под псевдонимом Пскович Темнобородый.

## Литературная деятельность
В 1902 г. Виктор Муйжель вернулся в Санкт-Петербург, а в 1904 г.  в журнале "Мир Божий" опубликовал свой первый рассказ «В непогоду» о жизни рыбаков Чудского озера и их труде, который стал признанным литературным дебютом писателя. Всё последующее десятилетие он активно и плодотворно работал, создав много очерков, рассказов и романов, которые печатались в журналах «Русское богатство», «Журнал для всех», «Современный мир», «Нива», «Новое слово». С появлением в 1908–1910 годах четырёхтомного издания «Рассказов» у литературных критиков складывается устойчивая репутация о Муйжеле как добротном бытописателе с ясно выраженной народнической симпатией. 
В 1911-1912 гг. издательство «Просвещение» выпустило собрание сочинений Муйжеля в 12 томах. В центре многих рассказов, повестей и романа «Год» (1911) — русская деревня. В некоторых литературных произведениях Муйжеля воссозданы картины застойного мещанского быта. В эти годы он дружит и сотрудничает с М.П.  Арцыбашевым, автором скандально известного романа «Санин», вызвавшего резкое неприятие демократически настроенных писателей. Муйжель в это время уже сформировал широкий круг общения и был лично знаком со многими писателями и поэтами Серебряного века -  А.Г. Аверченко, Л.Н. Андреевым, М. Горьким, А.И. Куприным,  А.Н. Толстым, А.А. Блоком, С.М. Городецким. 
В 1912-1914 гг. Виктор Муйжель с семьей жил в Печорах, где работал над двухтомным романом «Год» и повестями «Дом на площади» и «Учительница». В 1914 году он составил четыре тома новых своих рассказов и продал их издательству «Жизнь и знание», которое возглавлял известный литератор и книгоиздатель В.Д. Бонч-Бруевич. Первая мировая война разрушила планы
издания четырёхтомника Виктора Муйжеля. Вышел лишь один том «Опустошение».

## Журналистская деятельность
Во время Первой мировой войны Виктор Муйжель был военным корреспондентом газеты Биржевые ведомости в Польше и Галиции. Фронтовые очерки писателя составили сборник «С железом в руках, с крестом в сердце» (1915), они полны веры в победу и героического пафоса, которые были свойственны прессе тех лет. В центре повествования — человек на фронте, простой крестьянин, оторванный от тихой родной деревни и отправленный проливать кровь и умирать за отечество. Этому образу писатель придал покорный героизм, воспевая смирение русского солдата.

## После Октябрьской революции 1917 г.
После октябрьских событий 1917 года В.В. Муйжель занимался общественной деятельностью, читал лекции, начал работать в новом для него жанре - драматургии. Он пишет пьесы «Вешний ветер» и «Питерский жених». Однако материальное положение писателя в последние годы жизни сильно пошатнулось, и он вынужден был продавать своё имущество, чтобы сводить концы с концами и содержать семью. В.В Муйжель, живший многие годы исключительно литературным трудом, должен был поступить на службу чиновником в «Главлеском». Изнурительная работа, материальная нужда и болезнь сломили писателя. 3  февраля 1924  года В.В. Муйжель умер в возрасте 43  лет и был похоронен на Литераторских мостках Волкова кладбища в Санкт-Петербурге. Посмертно вышел его сборник «Последние рассказы» (1926).

## Память
В 1992 г. в Пскове была открыта улица Муйжеля.
В 2012 г. Псковской областной универсальной научной библиотекой реализован проект «Бытописатель человеческой жизни: Возвращение писателя Виктора Муйжеля к читателям 21 века». В рамках проекта проведено литературоведческое исследование жизни и творчества В.В. Муйжеля филологом, журналистом Натальей Веебер (Таллинн, Эстонская Республика). Произведения писателя оцифрованы на основе экземпляров из фондов Российской национальной библиотеки и размещены в электронной библиотеке полнотекстовых произведений «Псковиана» .